# Barychelidae
Barychelidae là một họ nhện gồm có 303 loài được xếp vàp 44 chi.

## Phân loại
- Xem Danh sách các loài trong họ Barychelidae.